# Kastanjestrupig monark
Kastanjestrupig monark (Myiagra castaneigularis) är en fågel i familjen monarker inom ordningen tättingar.

## Utbredning och systematik
Fågeln förekommer i Fiji och delas in i två underarter med följande utbredning:
- Myiagra castaneigularis castaneigularis – bergsskogar på Vanua Levu och Kambara Island
- Myiagra castaneigularis whitneyi – bergsskogar på Viti Levu

Tidigare behandlades den som underart till azurkronad monark (M. azureocapilla) och vissa gör det fortfarande.

## Status
IUCN kategoriserar den som livskraftig.